# ناثان كونستاندوبولوس
ناثان كونستاندوبولوس (بالإنجليزية: Nathan Konstandopoulos) (26 يونيو 1996 بأديلايد في أستراليا - ) هو لاعب كرة قدم أسترالي في مركز الوسط. لعب مع Adelaide Olympic FC ‏.

## روابط خارجية
- ناثان كونستاندوبولوس على موقع قاعدة بيانات كرة القدم.إي يو (الإنجليزية)
- ناثان كونستاندوبولوس على موقع عالم كرة القدم.نت (الإنجليزية)